# DNLZ
DNLZ (англ. DNL-type zinc finger) – білок, який кодується однойменним геном, розташованим у людей на 9-й хромосомі. Довжина поліпептидного ланцюга білка становить 178 амінокислот, а молекулярна маса — 19 204.
| 10         |  | 20         |  | 30         |  | 40         |  | 50         |
| ---------- |  | ---------- |  | ---------- |  | ---------- |  | ---------- |
| MLRTALRGAP |  | RLLSRVQPRA |  | PCLRRLWGRG |  | ARPEVAGRRR |  | AWAWGWRRSS |
| SEQGPGPAAA |  | LGRVEAAHYQ |  | LVYTCKVCGT |  | RSSKRISKLA |  | YHQGVVIVTC |
| PGCQNHHIIA |  | DNLGWFSDLN |  | GKRNIEEILT |  | ARGEQVHRVA |  | GEGALELVLE |
| AAGAPTSTAA |  | PEAGEDEGPP |  | SPGKTEPS   |  |            |  |            |

A: Аланін

C: Цистеїн

D: Аспарагінова кислота

E: Глутамінова кислота

F: Фенілаланін

G: Гліцин

H: Гістидин

I: Ізолейцин

K: Лізин

L: Лейцин

M: Метіонін

N: Аспарагін

P: Пролін

Q: Глутамін

R: Аргінін

S: Серин

T: Треонін

V: Валін

W: Триптофан

Кодований геном білок за функцією належить до шаперонів. 
Білок має сайт для зв'язування з іонами металів, іоном цинку. 
Локалізований у мітохондрії.